# Batsi
Batsi  este un oraș în Grecia în prefectura Attica, Salamina.